# النا سانگرو
النا سانگرو (ایتالیایی: Elena Sangro؛ ۵ سپتامبر ۱۸۹۷ – ۲۶ ژانویهٔ ۱۹۶۹) بازیگر اهل ایتالیا بود.
از فیلم‌هایی که وی در آن نقش داشته‌است، می‌توان به صلیبیون توانا، جنگجویان صلیبی و سامسون اشاره کرد.